# Cricket-Nationalmannschaft der Vereinigten Arabischen Emirate in Simbabwe in der Saison 2018/19
Die Tour der Cricket-Nationalmannschaft der Vereinigten Arabischen Emirate nach Simbabwe in der Saison 2018/19 fand vom 8. bis zum 16. April 2019 statt. Die internationale Cricket-Tour war Bestandteil der Internationalen Cricket-Saison 2018/19 und umfasste vier One-Day Internationals. Simbabwe gewann die Serie 4–0.

## Vorgeschichte
Simbabwe bestritt zuvor Tours in Südafrika und Bangladesch, die Vereinigten Arabischen Emirate eine Heim-Tour gegen Nepal. Das letzte Aufeinandertreffen der beiden Mannschaften fand 2018 während der ICC Cricket World Cup Qualifier in Simbabwe statt.

## Stadion
Das folgende Stadion wurde für die Tour ausgewählt.
| Stadion            | Stadt  | Kapazität | Spiele    |
| ------------------ | ------ | --------- | --------- |
| Harare Sports Club | Harare | 10.000    | 1.–4. ODI |

## Kaderlisten
| ODI | ODI |
| Simbabwe | Ver. Arab. Emirate |
| --- | --- |
| - Peter Moor (K) - Ryan Burl - Regis Chakabva - Brian Chari - Tendai Chatara - Elton Chigumbura - Craig Ervine - Kyle Jarvis - Timycen Maruma - Brandon Mavuta - Solomon Mire - Christopher Mpofu - Tony Munyonga - Ainsley Ndlovu - Sikandar Raza - Donald Tiripano - Sean Williams | - Mohammad Naveed (K) - Ashfaq Ahmed - Qadeer Ahmed - Sultan Ahmed - Shaiman Anwar - Mohammad Boota - Imran Haider - Amir Hayat - Zahoor Khan - Rohan Mustafa - Chundangapoyil Rizwan - Ghulam Shabber - Chirag Suri - Muhammad Usman |

## One-Day Internationals

### Erstes ODI in Harare
| 10. April Scorecard | Harare | Ver. Arab. Emirate 110 (44.5)  | – | Simbabwe 111-3 (23.1) |
|                     |        | Simbabwe gewinnt mit 7 Wickets |   |                       |

### Zweites ODI in Harare
| 12. April Scorecard | Harare | Ver. Arab. Emirate 169-9 (35)            | – | Simbabwe 185-4 (32) |
|                     |        | Simbabwe gewinnt mit 4 Runs (D/L method) |   |                     |

### Drittes ODI in Harare
| 14. April Scorecard | Harare | Simbabwe 307-4 (50)           | – | Ver. Arab. Emirate 176 (46.2) |
|                     |        | Simbabwe gewinnt mit 131 Runs |   |                               |

### Viertes ODI in Harare
| 16. April Scorecard | Harare | Ver. Arab. Emirate 175 (47.1)               | – | Simbabwe 129-7 (24.5/30) |
|                     |        | Simbabwe gewinnt mit 3 Wickets (D/L method) |   |                          |